# EN 60601-1-4
Die EN 60601-1-4 mit dem Titel „Medizinische elektrische Geräte – Teil 1-4: Allgemeine Festlegungen für die Sicherheit Ergänzungsnorm: Programmierbare elektrische medizinische Systeme“ war Teil der Normenreihe EN 60601. Diese Ergänzungsnorm regelt allgemeine Festlegungen für die Sicherheit, Prüfungen und Richtlinien für programmierbare elektrische medizinische Systeme. 
Die letzte Ausgabe der Norm basierte auf der ebenfalls ersatzlos zurückgezogenen IEC 60601-1-4:1996. Im Rahmen des VDE-Normenwerks war die Norm als VDE 0750-1-4 klassifiziert, siehe DIN-VDE-Normen Teil 7. 

## Anwendungsbereich
Diese Ergänzungsnorm gilt für die Sicherheit von medizinischen elektrischen Geräten und medizinischen elektrischen Systemen, die programmierbare elektrische Subsysteme (PESS) enthalten.
Einige Systeme, die Software enthalten und für medizinische Zwecke verwendet werden, liegen außerhalb des Anwendungsbereiches dieser Ergänzungsnorm, z. B. viele medizinische Informationssysteme. Das Unterscheidungskriterium ist, ob das System der Definition des medizinischen elektrischen Geräts in 2.2.15 der EN 60601-1 oder der Definition von medizinischen elektrischen Systemen in 2.203 der EN 60601-1-1 entspricht.

## Gültigkeit der OEVE/OENORM EN 60601-1-4
Die OEVE/OENORM EN 60601-1-4+A1:2001-06-01 ist in Österreich als Norm gültig.
- Die aktuelle Fassung ist korrespondierend mit der 2. Ausgabe der DIN EN 60601-1 anzuwenden.
- Achtung: Die Softwarenorm wurde in die 3. Ausgabe der Grundnorm EN 60601-1 integriert. Bei Anwendung der 3. Ausgabe ist diese Norm obsolet.

## Zusatzinformation
Folgende geänderte Anforderungen sind in der EN 60601-1-4 enthalten (Auszug):
- Risikomanagementprozess
- Verifizierung des Softwareentwicklungsprozesses
- Validierung des Softwareentwicklungsprozesses